# Aleixo Comneno (coimperador)
Aleixo Comneno (em grego: Ἀλέξιος Κομνηνός; romaniz.: Alexios Komnenos) era o filho mais velho do imperador bizantino João II Comneno com sua esposa húngara Piroska-Irene. Nasceu em 1106, em Balabista, na Macedônia, foi feito coimperador com o pai aos dezesseis ou dezessete e morreu em 2 de agosto de 1142 em Ataleia, na Panfília (moderna Antália, na Turquia). Ele era o irmão mais velho do imperador Manuel I Comneno e tinha uma irmã gêmea, Maria Comnena (além de outros irmãos).

## Vida
Aleixo foi nomeado coimperador pelo pai em 1122, mas morreu apenas vinte anos depois, um ano da morte pai num acidente de caça. O reinado de João II recebeu menos atenção nas fontes que o de seu pai, Aleixo I e o de seu sucessor, seu irmão Manuel, e a cobertura sobre a vida de Aleixo é bem esparsa.
Um poema panegírico de Teodoro Pródromo foi composto para João e seu filho quando Aleixo foi coroado e elogiava os dois monarcas como "reis nascidos de reis e imperadores, reformadores dos antigos costumes e privilégios, a quem o trono augusto e o cetro são uma aquisição paterna, uma herança".
Sua doença final foi descrita da seguinte forma: "...do tipo mais severo e de curta duração, era uma febre avassaladora atacando a cabeça como se fosse uma acrópole". A localização de sua morte, a cidade de Ataleia, sugere que ele estava em campanha com o pai, que tinha estabelecido a cidade como base a partir de onde pacificaria as regiões interiores à volta do lago Pousgousē (provavelmente o moderno Beyşehir Gölü). O irmão mais novo de Aleixo, Andrônico, foi encarregado de escoltar o corpo de volta à capital imperial em Constantinopla, mas também adoeceu e morreu durante a viagem de volta.

## Família
A identidade da esposa de Aleixo é incerta. É possível que ele tenha se casado por duas vezes, a primeira com Eupráxia, uma filha de Mistislau I de Quieve, e a segunda, com Kata da Geórgia, uma filha de David IV da Geórgia. Porém, apesar de ser certo que as duas se casaram com membros da família Comneno, diversas teorias foram apresentadas para sugerir quem era ou eram os maridos.
Sua filha, Maria Comnena, casou-se com o pansebasto Aleixo Axuco, filho de João Axuco, o grande doméstico (comandante-em-chefe do exército bizantino), que era um grande amigo de João II. Aleixo serviu como duque da Cilícia e protoestrator, mas acabou caindo em desgraça com o imperador Manuel I em 1167. João Cinamo e Nicetas Coniates reportam que as acusações contra ele incluem a prática de bruxaria. Ele e um "mago latino" foram acusados de causar um aborto natural na imperatriz-consorte Maria de Antioquia. Os dois supostamente conseguiram o intento entregando drogas a Maria. Aleixo terminou a vida como monge e Maria, "esposa de Aleixo, o protoestrator", foi mencionada num sinete. De acordo com o "Dictionnaire historique et Généalogique des grandes familles de Grèce, d'Albanie et de Constantinople" (1983), de Mihail-Dimitri Sturdza, esta Maria, ficou louca no final da vida.
O filho do casal era João Comneno, o Gordo, um imperador rival de Aleixo III Ângelo por um breve período. Teodora Axucina, esposa de Aleixo I de Trebizonda, é considerada uma possível filha de João, o Gordo.